# Каратегелек
Каратегеле́к или Гаратегелек (на картах Карателек, устар. Кара-Тегелек; туркм. Гаратегелек, Garategelek köli — «чёрное круглое озеро») — пресное озеро на севере Берекетского этрапа в центральной части Балканского велаята западной Туркмении. Представляет собой участок русла высохшей реки Узбой.
Имеет форму неправильного овала, ориентированного в направлении юго-запад — северо-восток, длиной 125 м и шириной 75 м. Глубина озера составляет 4,5—4,8 м, объём — 19 тысяч м³.